# Football League Cup 1987-1988
La Football League Cup 1987-1988, conosciuta anche con il nome di Littlewoods Challenge Cup per motivi di sponsorizzazione, è stata la 28ª edizione del terzo torneo calcistico più importante del calcio inglese, la 22ª in finale unica. La manifestazione, ebbe inizio il 17 agosto 1987 e si concluse il 24 aprile 1988 con la finale di Wembley.
Il trofeo fu vinto dal Luton Town, che nell'atto conclusivo si impose sull'Arsenal con il punteggio di 3-2.

## Formula
La Football League Cup era riservata alle 92 squadre della Football League. Il torneo era composto da scontri ad eliminazione diretta, che prevedevano nel primo e nel secondo turno, due match: regola dei gol in trasferta in caso di parità, ma solo dopo i tempi supplementari ed a seguire eventuali calci di rigore. Analogamente anche le semifinali, si disputavano con il doppio confronto di andata e di ritorno, ma a differenza di quanto accadeva nei primi due round, una parità di gol nell'aggregato anche dopo i supplementari, dava luogo all'effettuazione della partita di ripetizione (quindi niente regola dei gol fuori casa). Mentre dal terzo al quinto turno ed in finale si giocava una singola gara: se l'esito risultava un pareggio si procedeva ad una ripetizione a campi invertiti fino a quando non c'era una vincitrice (in finale invece si rigiocava sempre in campo neutro). Nell'eventualità di un pari anche nel replay si disputavano i tempi supplementari.
|                              | Squadre che entrano in questo turno                                                                    | Squadre qualificate dal turno precedente    |
| ---------------------------- | --- | ------------------------------------------- |
| Primo turno (56 squadre)     | - 24 squadre dalla Fourth Division - 24 squadre dalla Third Division - 8 squadre dalla Second Division |                                             |
| Secondo turno (64 squadre)   | - 21 squadre dalla First Division - 15 squadre dalla Second Division                                   | - 28 squadre vincitrici del primo turno     |
| Terzo turno (32 squadre)     | | - 32 squadre vincitrici del secondo turno   |
| Quarto turno (16 squadre)    | | - 16 squadre vincitrici del terzo turno     |
| Quarti di finale (8 squadre) | | - 8 squadre vincitrici del quarto turno     |
| Semifinali (4 squadre)       | | - 4 squadre vincitrici dei quarti di finale |
| Finale (2 squadre)           | | - 2 squadre vincitrici delle semifinali     |

## Primo turno
| Squadra 1        | Totale          | Squadra 2         | Andata         | Ritorno          |
| ---------------- | --------------- | ----------------- | -------------- | ---------------- |
|                  |                 |                   | 17 agosto 1987 | 2 settembre 1987 |
| Port Vale        | 0 - 5           | Northampton Town  | 1 - 0          | 0 - 4            |
|                  |                 |                   | 18 agosto 1987 | 25 agosto 1987   |
| Brentford        | 4 - 5           | Southend Utd      | 2 - 1          | 2 - 4            |
| Bury             | 5 - 4           | Preston N.E.      | 2 - 2          | 3 - 2 (d.t.s.)   |
| Cambridge Utd    | 5 - 2           | Aldershot         | 1 - 1          | 4 - 1            |
| Fulham           | 5 - 1           | Colchester Utd    | 3 - 1          | 2 - 0            |
| Leyton Orient    | 1 - 2           | Millwall          | 1 - 1          | 0 - 1            |
| Mansfield Town   | 3 - 2           | Birmingham City   | 2 - 2          | 1 - 0            |
| Newport County   | 4 - 3           | Cardiff City      | 2 - 1          | 2 - 2            |
| Rochdale         | 3 - 2           | Tranmere          | 3 - 1          | 0 - 1            |
| Rotherham Utd    | 7 - 5           | Huddersfield Town | 4 - 4          | 3 - 1            |
| Stockport County | 0 - 5           | Carlisle Utd      | 0 - 1          | 0 - 4            |
| Sunderland       | 1 - 2           | Middlesbrough     | 1 - 0          | 0 - 2            |
| Swindon Town     | 5 - 3           | Bristol City      | 3 - 0          | 2 - 3            |
| Torquay Utd      | 3 - 2           | Swansea City      | 2 - 1          | 1 - 1            |
| Wigan            | 5 - 4           | Bolton            | 2 - 3          | 3 - 1            |
| Wolverhampton    | 5 - 1           | Notts County      | 3 - 0          | 2 - 1            |
| Wrexham          | 1 - 3           | Burnley           | 1 - 0          | 0 - 3            |
|                  |                 |                   | 18 agosto 1987 | 26 agosto 1987   |
| Blackpool        | 2 - 1           | Chester City      | 2 - 0          | 0 - 1            |
| Bournemouth      | 1 - 2           | Exeter City       | 0 - 1          | 3 - 1 (d.t.s.)   |
| Chesterfield     | 2 - 3           | Peterborough Utd  | 2 - 1          | 0 - 2            |
| Gillingham       | 1 - 1 (5-4 dcr) | Brighton          | 1 - 0          | 0 - 1            |
| Grimsby Town     | 4 - 4 (gfc)     | Darlington        | 3 - 2          | 1 - 2 (d.t.s.)   |
| Halifax Town     | 1 - 2           | York City         | 1 - 1          | 0 - 1 (d.t.s.)   |
| Scunthorpe Utd   | 4 - 1           | Hartlepool Utd    | 3 - 1          | 1 - 0            |
|                  |                 |                   | 19 agosto 1987 | 25 agosto 1987   |
| Scarborough      | 2 - 3           | Doncaster         | 1 - 0          | 1 - 3            |
| West Bromwich    | 2 - 3           | Walsall           | 2 - 3          | 0 - 0            |
|                  |                 |                   | 19 agosto 1987 | 26 agosto 1987   |
| Bristol Rovers   | 1 - 2           | Hereford Utd      | 1 - 0          | 0 - 2            |
|                  |                 |                   | 25 agosto 1987 | 8 settembre 1987 |
| Crewe Alexandra  | 4 - 7           | Shrewsbury Town   | 3 - 3          | 1 - 4            |

## Secondo turno
| Squadra 1         | Totale | Squadra 2        | Andata            | Ritorno        |
| ----------------- | ------ | ---------------- | ----------------- | -------------- |
|                   |        |                  | 22 settembre 1987 | 6 ottobre 1987 |
| Barnsley          | 5 - 2  | West Ham Utd     | 0 - 0             | 5 - 2 (d.t.s.) |
| Bournemouth       | 3 - 2  | Southampton      | 1 - 0             | 2 - 2          |
| Cambridge Utd     | 1 - 3  | Coventry City    | 0 - 1             | 1 - 2          |
| Carlisle Utd      | 5 - 7  | Oldham Athletic  | 4 - 3             | 1 - 4 (d.t.s.) |
| Crystal Palace    | 6 - 0  | Newport County   | 4 - 0             | 2 - 0          |
| Darlington        | 0 - 11 | Watford          | 0 - 3             | 0 - 8          |
| Everton           | 3 - 2  | Rotherham Utd    | 3 - 2             | 0 - 0          |
| Manchester City   | 3 - 2  | Wolverhampton    | 1 - 2             | 2 - 0          |
| Rochdale          | 2 - 3  | Wimbledon FC     | 1 - 1             | 1 - 2          |
| Shrewsbury Town   | 2 - 3  | Sheffield Weds   | 1 - 1             | 1 - 2          |
| Stoke City        | 3 - 0  | Gillingham       | 2 - 0             | 1 - 0          |
| Wigan             | 2 - 5  | Luton Town       | 0 - 1             | 2 - 4          |
|                   |        |                  | 22 settembre 1987 | 7 ottobre 1987 |
| Burnley           | 1 - 2  | Norwich City     | 1 - 1             | 0 - 1          |
| Bury              | 3 - 2  | Sheffield Utd    | 2 - 1             | 1 - 1          |
| Fulham            | 2 - 7  | Bradford City    | 1 - 5             | 1 - 2          |
| Ipswich Town      | 5 - 3  | Northampton Town | 1 - 1             | 4 - 2 (d.t.s.) |
| Southend Utd      | 1 - 0  | Derby County     | 1 - 0             | 0 - 0          |
| Swindon Town      | 6 - 2  | Portsmouth       | 3 - 1             | 3 - 1          |
|                   |        |                  | 23 settembre 1987 | 6 ottobre 1987 |
| Blackburn         | 1 - 2  | Liverpool        | 1 - 1             | 0 - 1          |
| Charlton          | 3 - 2  | Walsall          | 3 - 0             | 0 - 2          |
| Doncaster         | 0 - 4  | Arsenal          | 0 - 3             | 0 - 1          |
| Leeds Utd         | 5 - 1  | York City        | 1 - 1             | 4 - 0          |
| Leicester City    | 4 - 2  | Scunthorpe Utd   | 2 - 1             | 2 - 1          |
| Oxford Utd        | 3 - 1  | Mansfield Town   | 1 - 1             | 2 - 0          |
| Peterborough Utd  | 5 - 2  | Plymouth         | 4 - 1             | 1 - 1          |
| QPR               | 2 - 1  | Millwall         | 2 - 1             | 0 - 0          |
|                   |        |                  | 23 settembre 1987 | 7 ottobre 1987 |
| Blackpool         | 2 - 4  | Newcastle Utd    | 1 - 0             | 1 - 4          |
| Manchester Utd    | 6 - 0  | Hull City        | 5 - 0             | 1 - 0          |
| Middlesbrough     | 7 - 2  | Aston Villa      | 0 - 1             | 0 - 1          |
| Nottingham Forest | 6 - 1  | Hereford Utd     | 5 - 0             | 1 - 1          |
| Reading           | 5 - 4  | Chelsea          | 3 - 1             | 2 - 3          |
| Torquay Utd       | 1 - 3  | Tottenham        | 1 - 0             | 0 - 3          |

## Terzo turno
| Squadra 1        | Risultato | Squadra 2         |
| ---------------- | --------- | ----------------- |
| 27 ottobre 1987  |           |                   |
| Arsenal          | 3 - 0     | Bournemouth       |
| Barnsley         | 1 - 2     | Sheffield Weds    |
| Bury             | 1 - 0     | QPR               |
| Charlton         | 0 - 1     | Bradford City     |
| Ipswich Town     | 1 - 0     | Southend Utd      |
| Luton Town       | 4 - 0     | Coventry City     |
| Manchester City  | 3 - 0     | Nottingham Forest |
| Stoke City       | 2 - 1     | Norwich City      |
| 28 ottobre 1987  |           |                   |
| Aston Villa      | 2 - 1     | Tottenham         |
| Leeds Utd        | 2 - 2     | Oldham Athletic   |
| Liverpool        | 0 - 1     | Everton           |
| Manchester Utd   | 2 - 1     | Crystal Palace    |
| Oxford Utd       | 0 - 0     | Plymouth          |
| Peterborough Utd | 0 - 0     | Reading           |
| Swindon Town     | 0 - 0     | Watford           |
| Wimbledon FC     | 2 - 1     | Newcastle Utd     |

### Replay
| Squadra 1       | Risultato      | Squadra 2        |
| --------------- | -------------- | ---------------- |
| 3 novembre 1987 |                |                  |
| Watford         | 4 - 2          | Swindon Town     |
| 4 novembre 1987 |                |                  |
| Leicester City  | 2 - 3          | Oxford Utd       |
| Oldham Athletic | 4 - 2 (d.t.s.) | Leeds Utd        |
| Reading         | 1 - 0          | Peterborough Utd |

## Quarto turno
| Squadra 1        | Risultato | Squadra 2       |
| ---------------- | --------- | --------------- |
| 17 novembre 1987 |           |                 |
| Arsenal          | 3 - 0     | Stoke City      |
| Everton          | 2 - 1     | Oldham Athletic |
| Ipswich Town     | 0 - 1     | Luton Town      |
| Manchester City  | 3 - 1     | Watford         |
| 18 novembre 1987 |           |                 |
| Aston Villa      | 1 - 2     | Sheffield Weds  |
| Bury             | 1 - 2     | Manchester Utd  |
| Oxford Utd       | 2 - 1     | Wimbledon FC    |
| Reading          | 0 - 0     | Bradford City   |

### Replay
| Squadra 1        | Risultato | Squadra 2 |
| ---------------- | --------- | --------- |
| 24 novembre 1987 |           |           |
| Bradford City    | 1 - 0     | Reading   |

## Quarti di finale
| Squadra 1       | Risultato | Squadra 2       |
| --------------- | --------- | --------------- |
| 19 gennaio 1988 |           |                 |
| Luton Town      | 2 - 0     | Bradford City   |
| 20 gennaio 1988 |           |                 |
| Everton         | 2 - 0     | Manchester City |
| Oxford Utd      | 2 - 0     | Manchester Utd  |
| Sheffield Weds  | 0 - 1     | Arsenal         |

## Semifinali
| Squadra 1  | Totale | Squadra 2  | Andata           | Ritorno          |
| ---------- | ------ | ---------- | ---------------- | ---------------- |
|            |        |            | 7 febbraio 1988  | 24 febbraio 1988 |
| Everton    | 1 - 4  | Arsenal    | 0 - 1            | 1 - 3            |
|            |        |            | 10 febbraio 1988 | 28 febbraio 1988 |
| Oxford Utd | 1 - 3  | Luton Town | 1 - 1            | 0 - 2            |

## Finale
| Arbitro: | Joe Worrall |

|                           |           |                     |
| Stein 13’, 90’ Wilson 82’ | Marcatori | 71’ Hayes 74’ Smith |

| Luton Town | Arsenal |

| LUTON TOWN      |    |                  |          |
|                 |    |                  |          |
| P               | 1  | Andy Dibble      |          |
| D               | 2  | Tim Breacker     |          |
| D               | 3  | Rob Johnson      |          |
| C               | 4  | Ricky Hill       |          |
| D               | 5  | Steve Foster (C) |          |
| D               | 6  | Mal Donaghy      |          |
| C               | 7  | Danny Wilson     |          |
| C               | 8  | Brian Stein      |          |
| A               | 9  | Mick Harford     | Uscita   |
| C               | 10 | David Preece     | Uscita   |
| LM              | 11 | Kingsley Black   |          |
| A disposizione: |    |                  |          |
| C               | 14 | Ashley Grimes    | Ingresso |
| A               | 12 | Mark Stein       | Ingresso |
| Manager:        |    |                  |          |
| Ray Harford     |    |                  |          |

| ARSENAL         |    |                  |          |
|                 |    |                  |          |
| P               | 1  | John Lukic       |          |
| D               | 2  | Nigel Winterburn |          |
| D               | 3  | Kenny Sansom     |          |
| C               | 4  | Michael Thomas   |          |
| D               | 5  | Gus Caesar       |          |
| D               | 6  | Tony Adams (C)   |          |
| C               | 7  | David Rocastle   |          |
| C               | 8  | Paul Davis       |          |
| A               | 9  | Alan Smith       |          |
| A               | 10 | Perry Groves     | Uscita   |
| C               | 11 | Kevin Richardson |          |
| A disposizione: |    |                  |          |
| C               | 14 | Martin Hayes     | Ingresso |
| A               | 12 | Niall Quinn      |          |
| Manager:        |    |                  |          |
| George Graham   |    |                  |          |